# زيبنغبيرغه

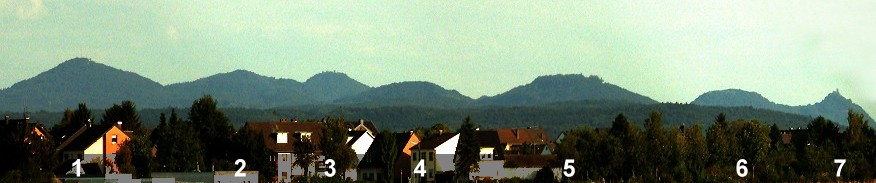
منظر من جهة شمال غرب لسلسلة جبال زيبنغبيرغه.1 جبل أول بيرغ (جبل الزيت) 2 جبل لور بيرغ. 3 جبل لوفِنبورغ (قلعة الأسد). 4 جبل نوننشترومبيرغ (جبل الراهبات). 5 جبل بيترزبيرغ. 6 جبل فولكنبورغ (قلعة السحاب). 7 جبل دراخنفلز (جبل صخرة التنين).

زِيْبِنْغبِيْرْغِه (بالألمانية: Siebengebirge) هي سلسلة جبلية منخفضة في ألمانيا. وترجمة الإسم بالعربية «سلسلة الجبال السبعة». تقع على الجانب الأيمن لنهر الراين، جنوب شرق مدينة بون في الجزء الشرقي لمدينة كونيغسفينتر ومدينة باد هونيف، وتتكون من أكثر من 50 جبل ومُرتَفع. تشكلت من أصل بركاني منذ حوالي 25.5 مليون سنة في العصر الأوليغوسيني. كان آخر نشاط بركاني حدث في العصر الميوسيني وأدى إلى تكون جبل بيترزبيرغ. تتبع سلسلة زيبنغبيرغه بالكامل للمحمية الطبيعية زيبنغبيرغه، وهي واحدة من أقدم المحميات الطبيعية في ألمانيا. والحفاظ على المحمية يتم من خلال قواعد مثبتة ومحددة. وتمتد المحمية الطبيعية إلى المناطق المحاددة للسلسلة مثل الجزء الغربي من تلة إنَرْت Ennert والجزء الشمالي من سلسلسلة التلال البركانية في غابات الراين الغربية، وتعتبر بذلك أكبر منطقة طبيعية محمية في ولاية شمال الراين-ويستفاليا. في العام 2006 تم إضافة زيبنبيرغه إلى قائمة المعالم الجغرافية الوطنية الفريدة.
منذ تفكيك المجموعة الرئيسية 325 في غابات الراين الغربية في العام 1960، تم ضم سلسلة زيبنغبيرغه في دليل التقسيم المكاني الطبيعي لألمانيا إلى منطقة وسط الراين (وتحديدا إلى منطقة وسط الراين السفلي).

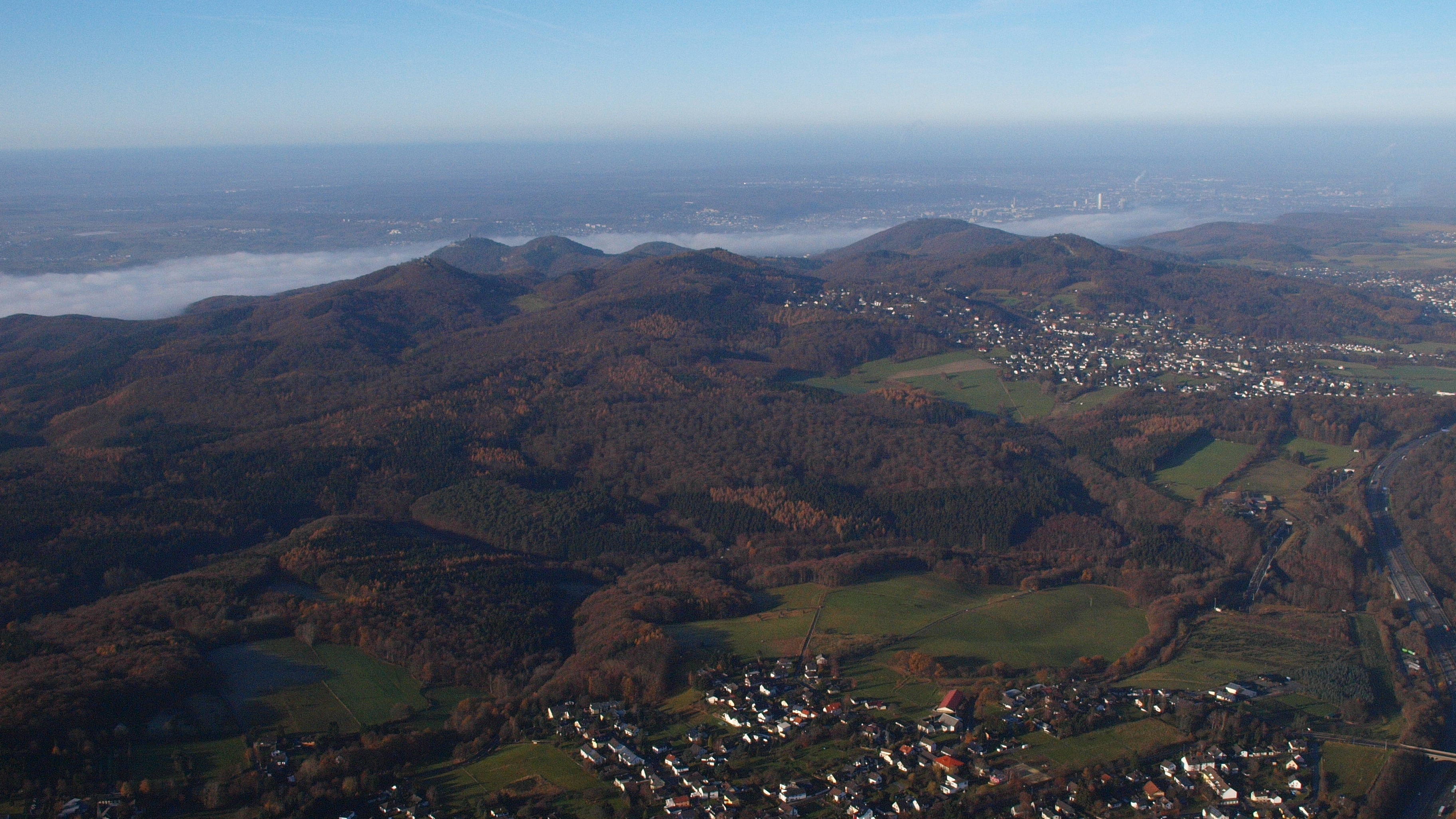
لقطة جوية لسلسلة زيبنغبيرغه من جهة الجنوبية الشرقية

## جبال السلسلة
فيما يلي أسماء أكثر سبعة جبال شهرة ضمن سلسلة زيبنغبيرغه مرتبة تنازلياً بحسب ارتفاع كل منها مقارنة بالأخرى:
- جبل أولبِيرغ الكبير (460.7 متر في الشرق) وفيه:
  - مطعم في القمة.
  - جبل أولبِيرغ الصغير (331.7 متر القمة الشمالية لجبل أولبِيرغ الكبير)
- جبل لوفنبورغ (جبل قلعة الأسود)، 555 متر في الشرق مع بقايا حطام قلعة
- جبل لور بيرغ (432.9 متر في الشرق)
- جبل نوننشترومبيرغ (335.9، في الغرب)
- جبل بيترزبيرغ (335.9 متر، في الغرب)، كان يسمى في العصر القديم جبل شترومبيرغ بجدار دائري من العهد القلطي، وفيه كنيسة بيتر ودار الضيافة التابعة للحكومة الاتحادية
- جبل فولكِنبورغ (جبل السُحُب) (324 متر، في الغرب)
- جبل دراخنفلز (صخرة التنين) (320.7 متر، غرب السلسلة) مع:
  - بقايا حطام قلعة ومطعم فخم فيقمته
  - جبل برايبيرغ الكبير (312.9 متر، في الغرب)
  - شنِتِسِلبِيرغ (287 متر، جبل الحافَّة الشرقية)؛ كان يسمى في السابق كلِتَّربِيرغ (جبل التسلق)
  - جبل هيرشبيرغ (جبل الغزلان) (256.8 متر، جبل الحافَّة الغربية
  - دُوللِّندُورْفَرْ هَارد (246.7 متر أقصى شمال السلسلة الغربية) و
  - فايلبيرغ (242.1 متر، جبل الحافَّة الشرقية)؛ منح الدبلوم الأوروبي للمناطق المحمية في 15 أكتوبر 1971

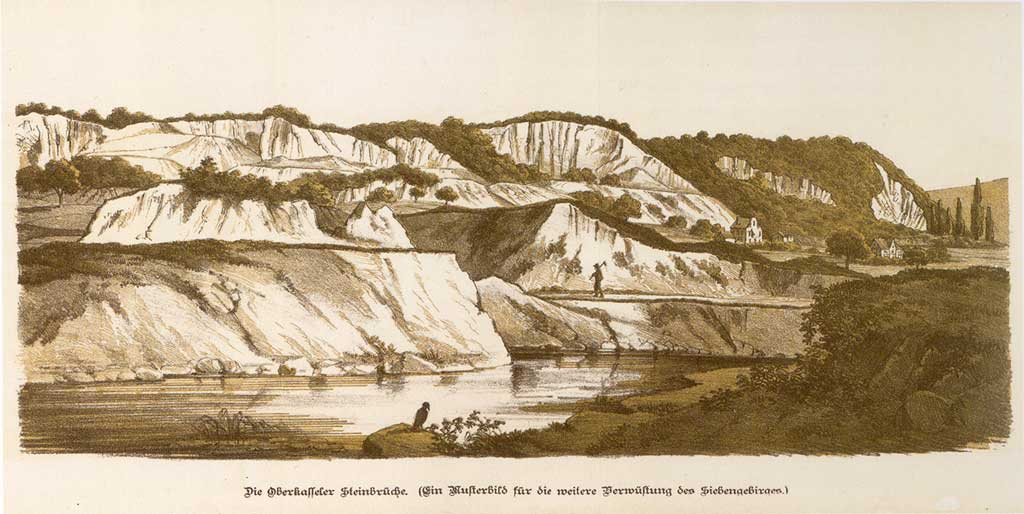
محاجر أوبركاسل (كاسل العليا)

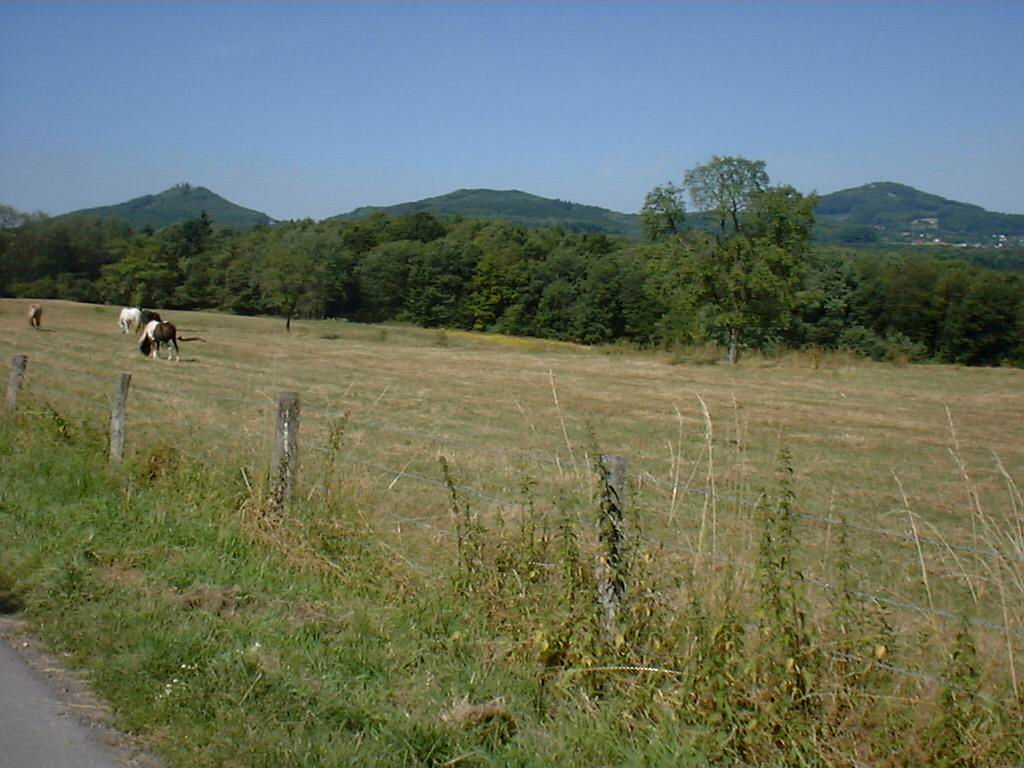
لقطة من إغيديِنبيرغمن اليسار إلى اليمين: جبل لوفنبيرغ، جبل لِور وجبل أول بيرغ الكبير

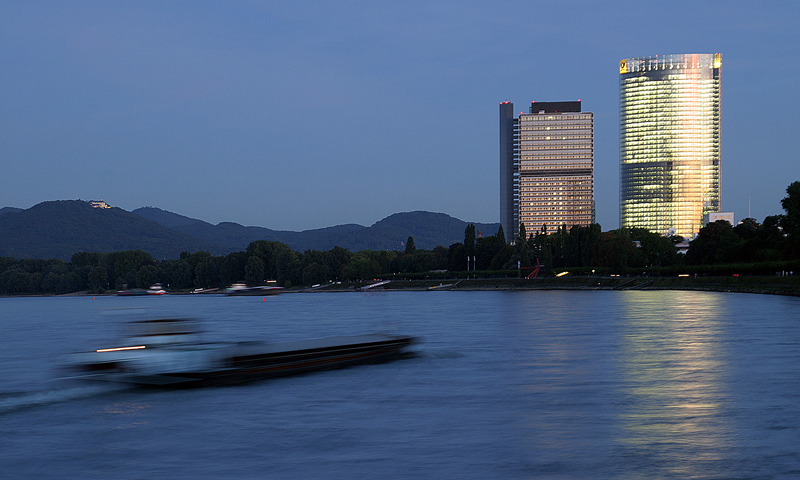
لقطة من بون من على الراين في اتجاه زيبنغبيرغه. في الأمام: برج البريد ولانغر أوغِن

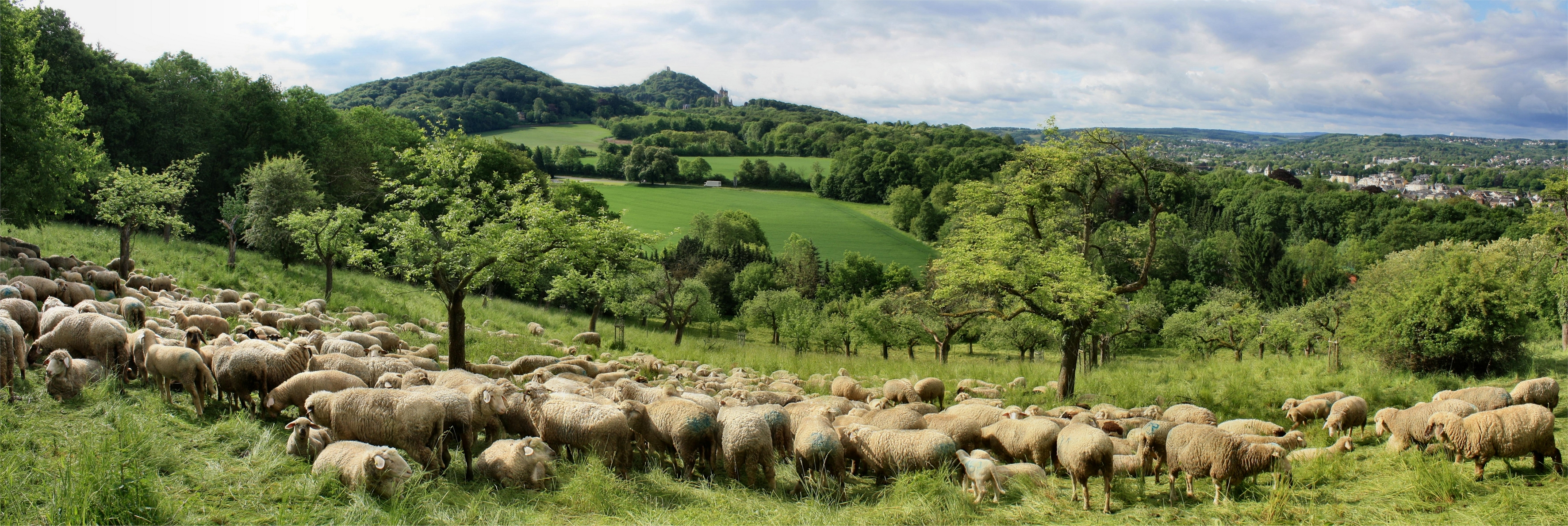
واحة مرج الفواكه على فينترمولنهوف في زيبنغبيرغه جوار كونغسفينتر

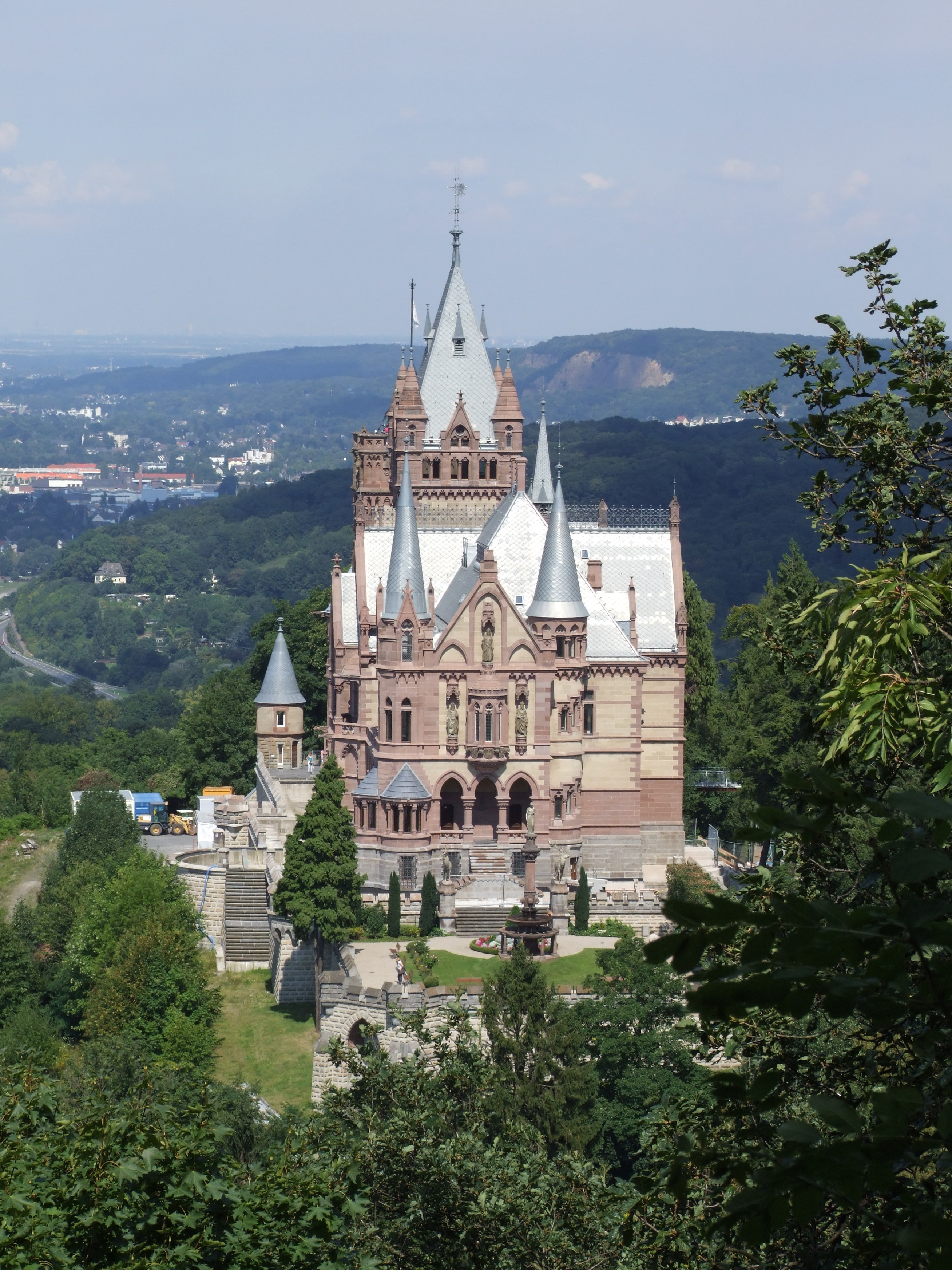
قصر دراخنبورغ

منظر لزيبنغبيرغه من جهة الجنوب
نظرة إل زيبنغبيرغه من المحمية الطبيعية رودربيرغ
لقطة بانورامية لوادي نهر الراين من ضاحية باد غودسبرغ